# 北欧途易航空
北欧途易航空（TUI fly Nordic）是一家总部位于斯德哥尔摩的航空公司，隶属于途易股份公司。北欧途易飞航空运营短、中、长程包机，包机目的地主要是北欧各国出发前往度假胜地。

## 歷史
北欧途易航空原本為成立於1985年的穿越瑞典航空，營運往歐洲各地的定期和非定期航班。1996年，穿越瑞典航空非定期航班部份由瑞典旅遊公司Fritidsresor接替，並更名為藍色斯堪地那維亞航空。1998年Fritidsresor被途易集团收購，航空公司重命名為不列顛尼亞航空，並在2005年再更名為北欧途易航空。
2015年，途易集团宣佈旗下五家航空公司以統一品牌途易航空營運，同時保留各航空公司的空運執照，此統一品牌需時3年才能完成。至2017年，大部份飛機均塗上新塗裝。

## 機隊
至2019年3月，北欧途易航空擁有以下飛機：
| 機型          | 服役中 | 訂購中 | 載客量 | 備注       |
| ------------- | ------ | ------ | ------ | ---------- |
| 波音737-800   | 1      | —      | 189    |            |
| 波音737MAX8   | 2      | 3      | 189    | 目前停飛中 |
| 波音767-300ER | 2      | —      | 328    |            |
| 總計          | 5      | 3      |        |            |

## 外部連結
- 北欧途易航空的Facebook專頁